# Oskar Benecke
Oskar Benecke (* 19. November 1874 in Göttlin; † zwischen 1957 und 1960) war ein deutscher Schulrektor, Heimatforscher, Ortschronist, Ornithologe, Naturschützer, Archiv- und Bodendenkmalpfleger im Landkreis Wittenberg.

## Leben
Oskar Benecke stammte aus Göttlin im Kreis Jerichow II der preußischen Provinz Sachsen. Er legte 1896 die erste und 1898 die zweite Lehrerprüfung am evangelischen Lehrerseminar Osterburg in der Altmark ab. Am Lehrerseminar in der Provinzhauptstadt Magdeburg erhielt er die Ausbildung zum Mittelschullehrer, dort legte er 1913 auch die Rektorenprüfung erfolgreich ab. Am 1. Januar 1914 wurde er als Nachfolger des Schultheoretikers Otto Karstädt Volksschulrektor in Bad Schmiedeberg. Zum 1. Mai 1933 trat er in die NSDAP ein (Mitgliedsnummer 2.260.101). Am 1. April 1936 ging er nach 22 Dienstjahren als Rektor in den Ruhestand. Auch danach pflegte er noch engen Kontakt zu seinen früheren Schülern und der Lehrerschaft.
Bereits während seiner ersten Jahre in Bad Schmiedeberg widmete Benecke sich in seiner Freizeit intensiv der Vogelbeobachtung. Seine Ergebnisse gingen 1921 in Otto Schnurres Werk Die Vögel der deutschen Kulturlandschaft ein.
Ehrenamtlich war Otto Benecke als Mitglied der Kreisstelle der Naturdenkmalpflege für den Kreis Wittenberg aktiv. Sie unterstand der Staatlichen Stelle für Naturdenkmalpflege in Preußen, die 1936 zur Reichsstelle für Naturschutz umgewandelt wurde. Im Bereich des Naturschutzes spezialisierte er sich vor allem auf Brutvögel wie den Raubwürger, über den er auch publizierte.
In einer Veröffentlichung von 1935 bezeichnete er den Brachläufer als den „Strauß der Dübener Heide“. Im selben Jahr schrieb er, dass der Triel in Bad Schmiedeberg nicht mehr vorkomme; 50 Jahre später wurden aber wieder Brutpaare beobachtet.
1937 publizierte er über 70 Brutröhren von Uferschwalben in einer Sandgrube an der Hindenburgstraße in Bad Schmiedeberg, die er als Denkmal unter Naturschutz stellen wollte, zumal ähnliche Brutkolonien in Kleinkorgau, Pretzsch (Elbe), Patzschwig, Splau und in der Reinharzer Straße in Bad Schmiedeberg nach seiner Beobachtung von den Schwalben aufgegeben worden waren.
Ferner war Benecke als Ortskulturwart in Bad Schmiedeberg tätig. Als Heimatforscher und Ortschronist übernahm er 1937 auf Vorschlag des Gauleiters von Halle-Merseburg das Amt des staatlichen Archivpflegers für den Kreis Wittenberg, Pflegebezirk Bad Schmiedeberg und Pretzsch (Elbe). In diesem Bezirk war er für die Betreuung der staatlichen und privaten Archive zuständig, wobei er eng mit dem Archivdirektor Walter Möllenberg zusammenarbeitete. Oskar Benecke ist es zu verdanken, dass mehrere Gutsarchive vor der Vernichtung bewahrt wurden, darunter die Reste des Gutsarchivs Trebitz, die er verzeichnete, und das heute im Landeshauptarchiv Sachsen-Anhalt verwahrte Gutsarchiv Radis der Freiherren von Bodenhausen. Bereits vor Ausbruch des Zweiten Weltkrieges rief er in der Presse dazu auf, beim Sammeln und der Verwertung von Altpapier Vorsicht walten zu lassen, um möglicherweise darin enthaltene archivwürdige historische Schriftstücke nicht unwiederbringlich zu vernichten.
Außerdem führte er die Ortschronik von Bad Schmiedeberg und beschäftigte sich intensiv mit der älteren Stadtgeschichte, so mit dem Zeitalter des Dreißigjährigen Krieges. In der örtlichen Presse publizierte er mehrere heimatgeschichtliche Artikel.
Nachdem am 27. Januar 1944 eine Sprengbombe auf das Keramische Werk in Bad Schmiedeberg gefallen war, begann Otto Benecke mit der Sicherung des dortigen Stadtarchivs, die im Juni 1944 abgeschlossen wurde.
1946 stufte der Antifa-Ausschuss ihn als politisch unbedenklich ein, so dass er seine ehrenamtliche Tätigkeit als staatlicher Archivpfleger fortsetzen konnte, wobei er mit der Leiterin der Archivberatungsstelle in Naumburg (Saale) und in Freyburg (Unstrut), Lotte Knabe, zusammenarbeitete. Aus Altersgründen legte er auf eigenen Wunsch am 5. Juli 1948 dieses Amt nieder und empfahl als seinen Nachfolger den Neulehrer Heinz Stieler, der daraufhin dieses Amt übernahm. Lotte Knabe antwortete Oskar Beneke am 15. Juli 1948: „Ich bedauere es außerordentlich, daß Sie Ihr Amt als Archivpfleger für den Pflegebezirk Schmiedeberg, das Sie seit Bestehen der Abst. innehaben, nun aus Altersgründen niederlegen. Namens der Abst. spreche ich Ihnen meinen verbindlichsten Dank für alle geleistete Arbeit aus [...]“
Eine seiner letzten Schriften über das Moorbad Schmiedeberg gehört noch heute zu den wenigen zeitgenössischen Publikationen über Bad Schmiedeberg aus den 1950er Jahren.
Benecke war auch auf dem Gebiet der Bodendenkmalpflege tätig und sicherte mehrere noch heute erhaltene Bodenfunde.

## Schriften (Auswahl)
- Ein seltener Brutvogel (Raubwürger) in Schmiedebergs Umgebung, in: Ornithologische Monatsschrift 1921
- Der Brachläufer, der Strauß der Dübener Heide, in: Die Dübener Heide, hrsg. vom Verein Dübener Heide e.V, Bad Schmiedeberg 3 (1935), S. 126–128
- Aus Schmiedebergs Garnisonsleben 1860–1866, in: Generalanzeiger für Kemberg, Bad Schmiedeberg und Umgebung vom 7. Mai 1938
- Aus Schmiedebergs Garnisonsleben 1866–1878, in: Generalanzeiger für Kemberg, Bad Schmiedeberg und Umgebung vom 21. Juni 1938
- Vorsicht beim Sammeln von Altpapier, in: Generalanzeiger für Kemberg, Bad Schmiedeberg und Umgebung vom 29. September 1938
- Einführung der Reformation in Schmiedeberg, in: Generalanzeiger für Kemberg, Bad Schmiedeberg und Umgebung vom 29. Oktober 1938
- Die früheren sächsischen Hoheitszeichen an unserem Rathaus, in: Generalanzeiger für Kemberg, Bad Schmiedeberg und Umgebung vom 4. Februar 1939
- Eine merkwürdige Hausinschrift, in: Generalanzeiger für Kemberg, Bad Schmiedeberg und Umgebung vom 16. September 1939
- Schmiedebergs Bildungswesen im Reformationszeitalter, in: Generalanzeiger für Kemberg, Bad Schmiedeberg und Umgebung vom 16. November 1939
- Ein Treubekenntnis Schmiedebergs aus dem Jahre 1547, in: Generalanzeiger für Kemberg, Bad Schmiedeberg und Umgebung vom 12. April 1940
- Wenn sie sagten. Aus einem Schreiben des Schmiedeberger Bürgemeisters an den Kurfürsten v. J. 1643, in: Generalanzeiger für Kemberg, Bad Schmiedeberg und Umgebung vom 5. Juni 1940
- Verleihung einer Schützenfahne am 23. Mai 1736, in: Generalanzeiger für Kemberg, Bad Schmiedeberg und Umgebung vom 16. Oktober 1940
- Gustav Adolfs Leiche in der Kirche zu Schmiedeberg, in: Generalanzeiger für Kemberg, Bad Schmiedeberg und Umgebung vom 6. November 1940[11]
- Von den Schmiedeberger Tuchmachern, in: Generalanzeiger für Kemberg, Bad Schmiedeberg und Umgebung vom 11. Januar 1941
- Bad Schmiedeberg, das Moorbad der Werktätigen, in: Wittenberger Rundblick, Wittenberg 3 (1957), S. 30–33

## Unveröffentlichte Schriften
Einige seiner unveröffentlichten Berichte als Naturschützer hat die frühere Fachgruppe "Ornithologie und Vogelschutz Wittenberg" des Kulturbundes der DDR gesammelt. Seine Jahresberichte als Archivpfleger sind in der Akte Archivpflege im Kreis Wittenberg 1935–1953 im Landesarchiv Sachsen-Anhalt in Magdeburg hinterlegt. Dort befindet sich auch sein von ihm handschriftlich ausgefüllter Personal-Fragebogen mit biografischen Angaben und Passbild.